# Министерство торговли и промышленности Сингапура
Министерство торговли и промышленности Сингапура руководит разработкой политики, связанной с развитием торговли и промышленности Сингапура в целях содействия экономическому росту и созданию рабочих мест, с тем чтобы достичь более высокого уровня жизни для всех.

## Организационная структура
- Департамент статистики
- Агентство по науке, технологиям и исследованиям
- Комиссия по вопросам конкуренции
- Администрация экономического развития
- Администрация энергетического рынка
- Совет лицензирования отелей
- Совет по развитию международной торговли Сингапура
- Сингапурский Совет по туризму